# Prix Lacourière
Le prix Lacourière, ou de son nom complet prix de gravure Lacourière, est une récompense créée en 1979 destinée à honorer un graveur en taille-douce de moins de 46 ans. 

## Historique
Le prix est fondé en 1979, sous l'égide de la Fondation de France, par Madeleine Lacourière en souvenir de son mari, l'imprimeur d'art Roger Lacourière, créateur de ce qui est devenu l'atelier Lacourière-Frélaut.
Depuis 1994, le prix (doté de 10 000 euros) est remis tous les deux ans par le département des Estampes et de la Photographie de la Bibliothèque nationale de France. Le jury est composé de conservateurs du dit département, de représentants d’institutions muséales, d’imprimeurs, de critiques et d’historiens de l’art, de galeristes, d’enseignants en gravure et d’artistes.

## Lauréats
- 1979 : François Deck
  - Mentions : Marc Borjon, Daniel Busto, Sophie Curtil, François Houtin, Agathe May, Alain Poncelet, Dominique Sosolic
- 1980 : Alain Poncelet
  - Mentions : François Houtin, Bruno Yvonnet
- 1981 : François Houtin
- 1982 : Marc Borjon
  - Mentions : Bruno Yvonnet, Béatrice Daguet
- 1983 : Lionel Abry
  - Mentions : Paul Collin, Monique Mélen-Sabine
- 1984 : Alexis de Kermoal
  - Mentions : Bernadette Federspiel, Martin Müller-Reinhart, Lutz Weinmann
- 1985 : Christine Crozat
  - Mentions : Sylvie Dornic
- 1986 : Agathe May
  - Mentions : Rémi Champseit
- 1987 : Vincent Chassé
- 1988 : Marjon Mudde
  - Mentions : Hélène Delprat, Annick Claudé, Francis Hungler
- 1989 : Malgorzata Paszko
- 1990 : Annick Claudé
  - Mentions : Christine Chamson, Nora Herman, David Maes
- 1991 : Pas de lauréat
- 1992 : Miguel Buceta
  - Mentions : Anne-Clémence de Grolée
- 1993 : Nora Herman
- 1994 : Kenneth Alfred[2]
  - Mentions : Yves Chaudouët, Michel Roger, Mâkhi Xenakis
- 1996 : Mâkhi Xenakis
  - Mentions : Nathalie Grenier, François Pétrovitch, Mitsuo Shiraishi
- 1998 : Jean-Michel Vaillant
  - Mentions : Emmanuelle Pinel, Xawery Wolski
- 2000 : Catherine Gillet[3]
  - Mentions : Nazim Spire
- 2002 : Pas de lauréat
- 2004 : Frédérique Lucien
  - Mentions : Yves Chaudouët, Bénédicte Caillot
- 2006 : Grégoire Laisné
  - Mentions : Sophie Le Bourva, Renaud Allirand, Stéphanie Delouvrier
- 2008 : Rémy Jacquier
  - Mentions : Magdalena Angeletou, Pia Rondé, Nima Zaare-Nahandi
- 2010 : Muriel Moreau
  - Mentions : Caroline Bouyer, Dove Allouche[4]
- 2012 : Caroline Bouyer[5]
  - Mentions : Sergio Aquindo, Lucile Piketty, Maria Chillón[6]
- 2014 : Elsa Guillaume
  - Mentions : Marie Bellorgey, Jeanne Clauteaux, Baptiste Fompeyrine[7]
- 2016 : Lucile Piketty[8]
  - Mentions : Laureline Lê[9],[8], Ximena de Leon Lucero[8], Donatien Mary[8]
- 2018 : Marina Vandra[10],[11]
  - Mentions : María Chillón, Baptiste Fompeyrine[12], Edouard Wolton
- 2019 :
- 2020 : Reporté
- 2021[13] : María Chillón[14],[15]
  - Mentions : Yann Kebbi[15], Océane Vallot[15]